# Witte emigrant

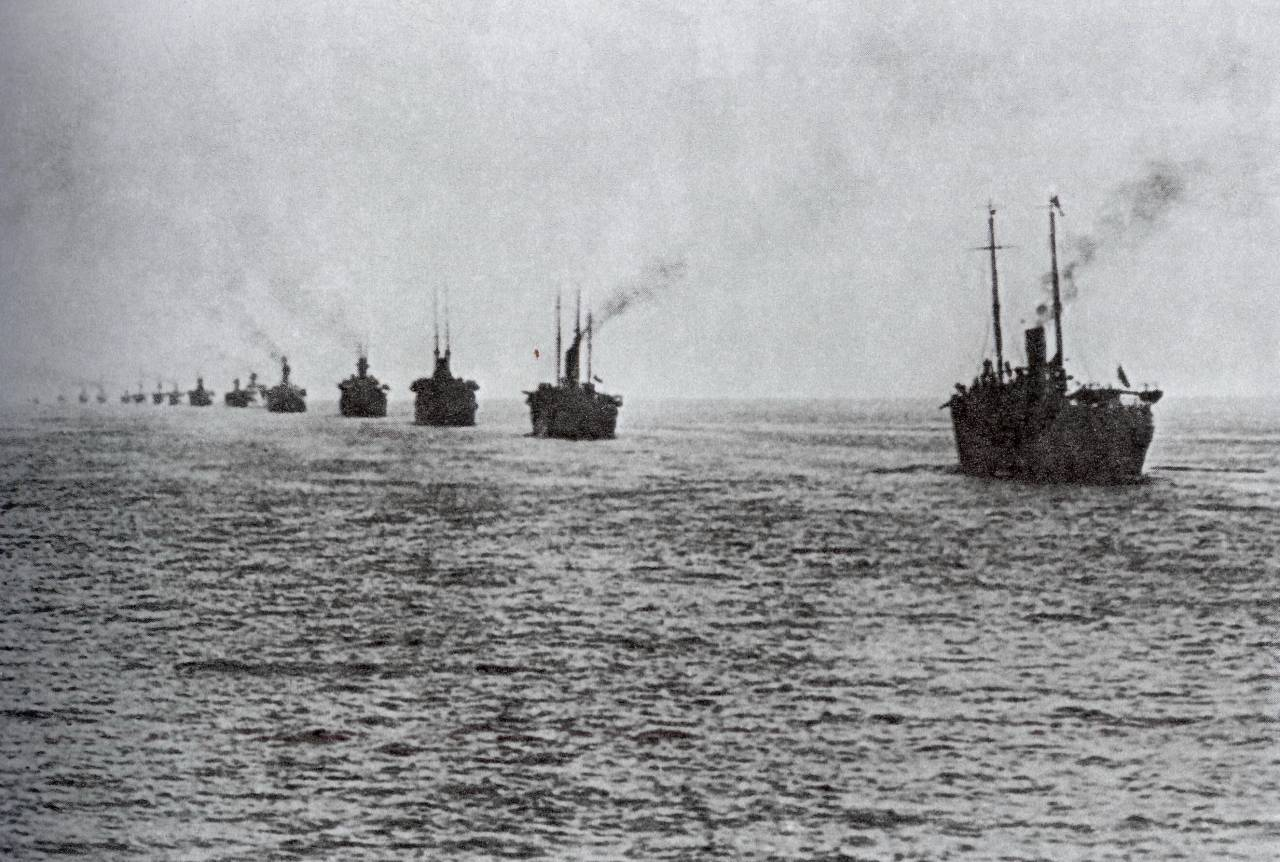
Een hele vloot met verslagen Witte militairen en emigranten vertrekt vanaf de Krim na de nederlaag in de Russische Burgeroorlog, 1920-1921

Een witte emigrant (Russisch: белая эмиграция) was een in het tsaristische rijk geboren Rus die zijn vaderland ontvlucht was in de periode vanaf de Russische Revolutie tot het begin van de Stalin-dictatuur en die in oppositie was met het nieuwe politieke regime in de Sovjet-Unie. De term ‘witte’ was ontleend aan het zogenaamde Witte Leger, dat tijdens de Russische Burgeroorlog (1918-1921) tegen de bolsjewieken vocht.

## De witte emigratie
De meeste Russen, ongeveer twee miljoen, ontvluchtten hun vaderland tussen 1918 en 1921. Tussen 1922 en 1929 (het definitief sluiten van de Sovjet-grenzen) volgden nog eens een miljoen mensen hun voorbeeld. Deze ‘witte emigranten’ vormden een soort van ‘schaduwnatie’ die zich uitstrekte over de hele wereld, van China (Harbin, Sjanghai) tot Californië, met concentraties in Berlijn, Parijs en New York. Er waren ook aanzienlijke kolonies in Joegoslavië en Argentinië. Ze vormden het restant van een weggevaagde wereld: voormalige adviseurs van de tsaar en regeringsfunctionarissen, landeigenaren, zakenlieden, officieren van het verslagen Witte leger, kozakken en ook veel intellectuelen, onder wie schrijvers, filosofen en kunstenaars. Velen van hen waren hun vaderland ontvlucht met achterlating van al hun bezittingen en waren volkomen berooid. In hun nieuwe thuisland hielden ze zich vaak maar moeizaam in leven. Typerende voorbeelden van verarmde Russische emigranten waren de Russische obers en taxichauffeurs waar Parijs in het interbellum om bekendstond.

### Berlijn
Berlijn was het eerste grote emigrantencentrum: het was het natuurlijke kruispunt tussen Rusland en West-Europa. Dankzij de naoorlogse economische crisis en de ineenstorting van de handel was het leven in de stad relatief goedkoop, in het bijzonder voor de Russen die zonder juwelen of westerse valuta waren vertrokken; in de voorsteden van de geruïneerde middenklasse konden ze gemakkelijk een appartement vinden. In het begin van de jaren twintig leefden in Charlottenburg en andere zuidwestelijke voorsteden van Berlijn een half miljoen Russen opeengepakt. Berlijn had Russische cafés, Russische theaters, Russische winkels, Russische uitgevers, Russische kranten, Russische orkesten, enzovoort. Berlijn was de onbetwiste culturele hoofdstad van de Russische emigratie, met bekende namen als Sergej Rachmaninov, Vladimir Horowitz, Vladimir Nabokov, Vladislav Chodasevitsj, Nina Berberova en vele anderen.

### Parijs

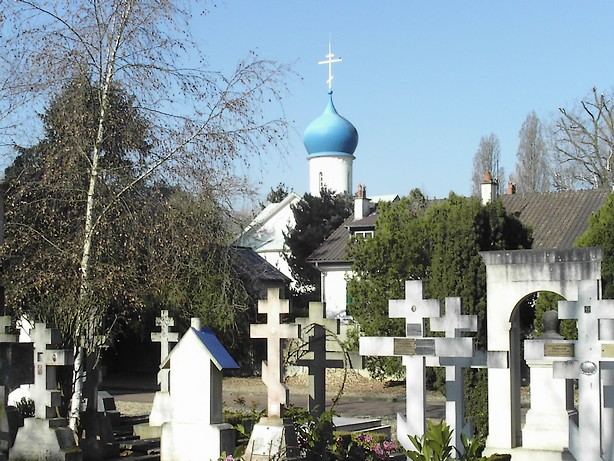
Sainte-Geneviève-des-Bois, Russisch kerkhof bij Parijs, een ‘Necropolis’ van witte Russen

Halverwege de jaren twintig stabiliseerde de Duitse handel zich en werd Berlijn plotseling te duur voor veel emigranten. Ze verspreidden zich vervolgens verder en voor een belangrijk deel weken ze uit naar Parijs. Als Berlijn begin jaren twintig de culturele hoofdstad was van het ‘Rusland in het buitenland’, was Parijs altijd al de politieke hoofdstad geweest. De naoorlogse conferentie van Versailles had afgevaardigden aangetrokken van alle grote partijen en (mogelijke) Russische regeringsleden in ballingschap. Vanaf midden jaren twintig was Parijs een broeinest van politieke intriges, waarin uiteenlopende Russische bewegingen in ballingschap (waaronder de Russische Al-Militaire Unie) wedijverden om de aandacht van westerse regeringen en de steun van rijke Russische emigranten. Rond 1930 was Parijs het onbetwiste centrum geworden van de Russische emigrantengemeenschap in Europa. Die status werd nog versterkt toen een groot aantal Russen voor Hitlers (dreigende) nationaalsocialisme op de vlucht sloegen. Het literaire en artistieke leven bloeide er in de cafés van het zestiende arrondissement. Kunstenaars als Natalja Gontsjarova, haar man Michail Larionov, Léon Bakst ontmoetten daar componisten als Igor Stravinsky en Sergej Prokofjev en auteurs als Dmitri Merezjkovski, Zinaida Hippius (de ‘koningin van het literaire Parijs’), Ivan Boenin en Aleksej Remizov.

### New York
Van alle emigranten die Parijs tot hun nieuwe thuis hadden gemaakt vluchtte een belangrijk deel uiteindelijk weer verder door naar de Verenigde Staten, veelal naar New York, vooral toen in de jaren dertig de oorlogsdreiging steeds sterker werd. Belangrijke kunstenaars als Stravinsky, Chagall en Nabokov vonden er hun toevlucht. New York werd het nieuwe centrum van de Russische emigratie.

### Einde witte gemeenschap
De witte Russische gemeenschap werd in het Europa van na de Tweede Wereldoorlog in versneld tempo geassimileerd en daarmee minder en minder herkenbaar. In de Verenigde Staten speelde ze in de jaren vijftig nog een bescheiden rol in het Mccarthyisme, maar ook daar zou ze als aparte gemeenschap langzaam aan verdwijnen, ook vanwege het geleidelijk uitsterven van de oorspronkelijke emigrantengeneratie. Hun plek werd vanaf de jaren zestig in zekere zin (en op aanzienlijk beperktere schaal) ingenomen door een nieuwe lichting dissidenten die de Sovjet-Unie waren ontvlucht.
Een aantal nazaten van Russische emigranten neemt anno 2017 een prominente plaats in in de samenleving van de ontvangende landen, met name in (Franstalig) België, Frankrijk en de Verenigde Staten. Enkele bekende Nederlanders hebben hun roots in de Russische witte gemeenschap, waaronder de familie Wladimiroff en Kajsa Ollongren. Bondspresident van Oostenrijk Alexander Van der Bellen is een telg uit het oorspronkelijk Nederlandse geslacht Van der Bellen dat sinds het jaar 1700 in Rusland verbleef en waarvan een deel de Russische revolutie ontvluchtte en in Oostenrijk terecht kwam.

## Hoeders van een erfgoed, conservatisme
De Russische emigrantengemeenschappen werden bijeengehouden door hun culturele erfgoed. De eerste generatie Russische ballingen was vooral verenigd door de hoop en overtuiging dat de Sovjet-Unie geen stand zou houden en dat zij naar Rusland terug zouden keren. Zij vonden dat ze de Russische manier van leven, de aristocratische waarden, het Europese karakter in de Russische cultuur, alsook de tradities van de Russisch-orthodoxe Kerk levend moesten houden, zodat deze hersteld kon worden na hun terugkeer. In het ‘Klein Rusland’ van Berlijn, Parijs en New York schiepen ze hun eigen mythen van het Russische leven van voor 1917, een werkelijkheid die volgens Nabokov feitelijk nooit had bestaan.
De Russische emigrantengemeenschappen kenmerkten zich aanvankelijk door een grote beslotenheid. Iedereen kende iedereen, met mensen van buiten de gemeenschap waren nauwelijks contacten. Een consequentie van dit alles was een onmiskenbaar conservatisme, in leefstijl, opvattingen en bijgevolg ook in de kunst. “Emigrantengemeenschappen brengen vaak conservatieve kunstenaars voort”, schreef Nina Berberova, “Ons probleem was de onmogelijkheid om onze stijl te kunnen vernieuwen”. Oftewel: als Russische kunstenaars zich ten doel stelden de nationale cultuur te bewaren, hoe konden ze zich dan verder ontwikkelen zonder het oude Rusland in zekere zin te laten vallen? Oudere schrijvers als Boenin hadden een publiek en een schrijfstijl waarmee ze niet konden breken. Zelfs een modern componist als Stravinsky kwam tot de ontdekking dat hij in Parijs wegdreef van zijn oorspronkelijke modernisme. De eerste schrijver die het losmakingsproces met succes voltooide was Nabokov, “drijvend op zijn eigen genialiteit”, aldus Orlando Figes. Kenmerkend mag heten dat Nabokov na zijn vertrek vanuit Frankrijk naar de Verenigde Staten, in 1941, voortaan in het Engels zou schrijven.

## Bekende witte emigranten
Politici en militairen:
- Kirill Vladimirovitsj van Rusland

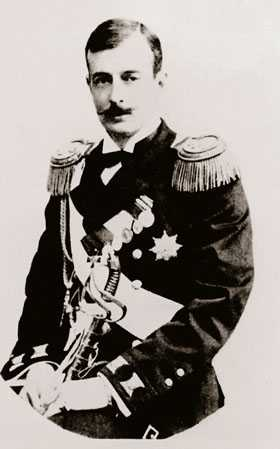
Kirill Vladimirovitsj van Rusland, hoofd van het huis Romanov in ballingschap

- Nicolaas Nikolajevitsj van Rusland
- Viktor Tsjernov
- Georgi Lvov
- Anton Denikin
- Alexandr Goetsjkov
- Pavel Miljoekov
- Pjotr Wrangel
- Aleksandr Koetepov
- Pjotr Krasnov
- Jevgeni Miller
- Grigori Semjonov
- Aleksandr Doetov
- Nikolaj Skoblin (later gerekruteerd door de NKVD)
- Peter Stroeve
- Dmitri Nabokov

Religieuzen:
- Metropoliet Anthony (Bloom) van Sourozh
- Georges Florovski
- Maria Skobtsova
- Alexander Schmemann
- Johannes van Shanghai en San Francisco
- Metropoliet Vitali Ustinov

Historici en filosofen:
- Nikolaj Berdjajev
- Sergej Boelgakov
- Ivan Iljin

- Vladimir Losski
- Lev Sjestov
- George Vernadski
- Boris de Zirkoff

Schrijvers:
- Mark Aldanov
- Ivan Boenin
- Boris Zajtsev
- Ivan Sjmeljov
- Vladislav Chodasevitsj
- Nina Berberova
- Aleksej Remizov
- Dmitri Merezjkovski
- Zinaida Hippius
- Georgi Ivanov
- Gaito Gazdanov
- Michail Artsybasjev
- Victor Serge

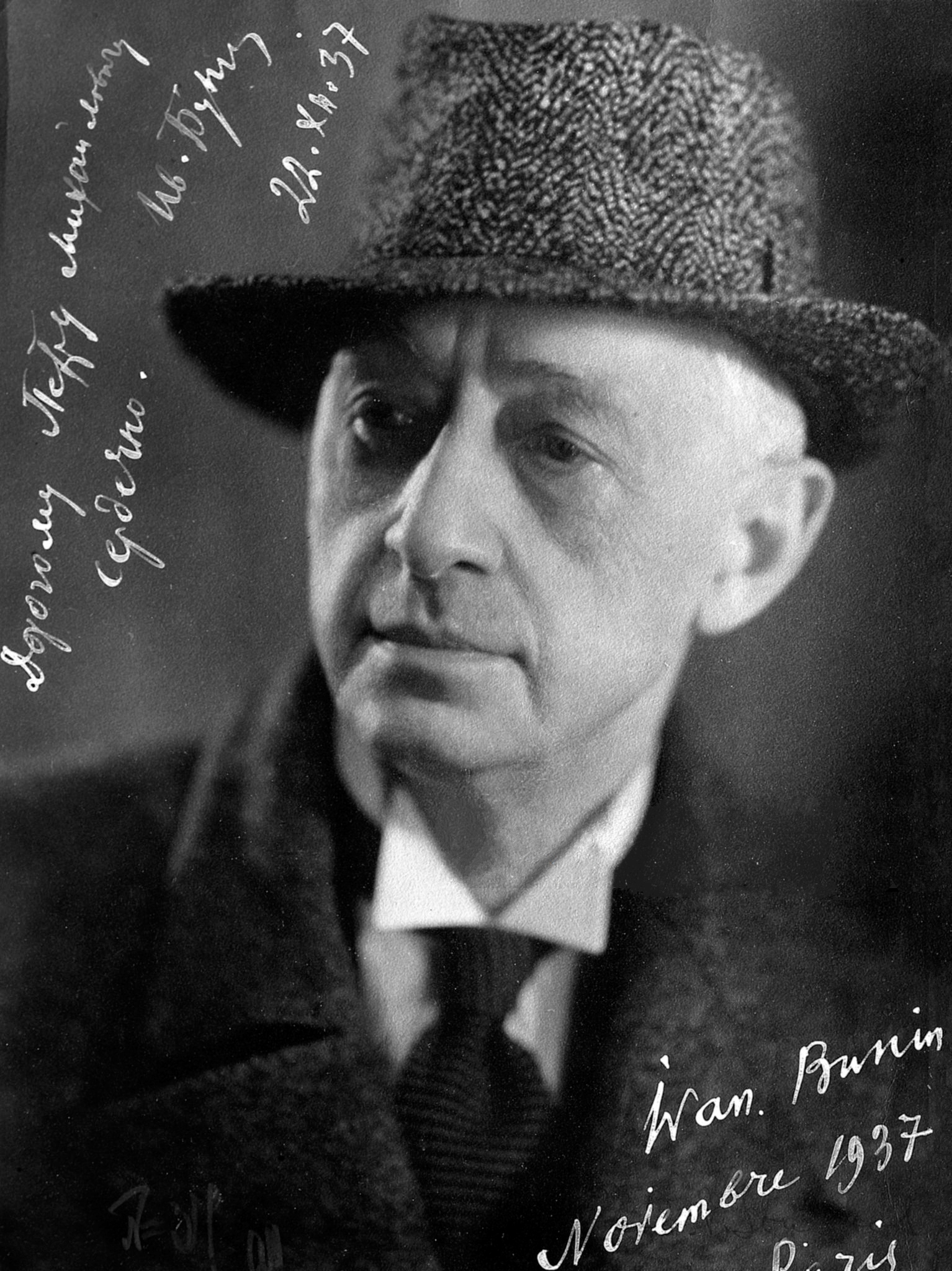
Ivan Boenin, klassiek Russische schrijver in ballingschap

- Marina Tsvetajeva (later teruggekeerd)
- Vladimir Nabokov
- Nadezjda Teffi
- Ayn Rand

Musici:
- Nicolas Nabokov
- Sergej Rachmaninov

- Igor Stravinsky
- Vladimir Horowitz

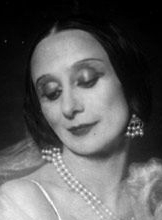
Anna Pavlova, ballerina

- Sergej Prokofjev (later teruggekeerd)

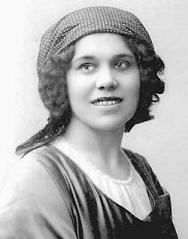
Nadezjda Plevitskaja, vrouw van Skoblin, later spionne voor de USSR

Schilders:
- Natalja Gontsjarova
- Michail Larionov
- Léon Bakst
- Marc Chagall
- David Boerljoek
- Zinaida Serebriakova
- Konstantin Somov
- Konstantin Gorbatov
- Osip Braz
- Pjotr Niloes

Ballet:
- Sergej Diaghilev
- Aleksandra Danilova
- Tamara Karsavina
- Anna Pavlova
- George Balanchine
- Léonide Massine
- Olga Preobrajenska
- Mathilde Ksjesinska

Wetenschappers en uitvinders:
- Alexander Prokofiev de Severski
- Igor Sikorsky

- Otto Stroeve
- Vladimir Zworykin
- George Gamow
- Nicolas Florine
- Wassily Leontief

Andere personen:
- Nadezjda Plevitskaja
- Felix Joesoepov
- Aleksandr Aljechin
- Natalia Brassova
- Nicolas Rossolimo
- Pitirim Sorokin
- Alexandra Tolstaja
- Marie Vassiltsjikoff
- Oleg Cassini
- André Andrejev
- Yul Brynner